# كودوري راجامولي
وُلد كودوري سريسايلا سري راجامولي في 10 أكتوبر 1973. هو مخرج سينمائي هندي وكاتب سيناريو يعمل بشكل أساسي في سينما التيلجو . اشتهر بإخراج أفلام الحركة الخيالية، مثل ماغادهيرا (2009) الذي ظهر في مهرجان فانتاستيك أمريكان. وفاز فيلم إيجا (2012) بجائزة الفيلم الأصلي في مهرجان تورنتو بعد الظلام السينمائي. وترشح فيلم باهوبالي (البداية) لجائزة زحل لأفضل فيلم خيال علمي. يعتبر كوردوري راجامولي أحد أكثر المخرجين إنتاجًا في السينما الهندية.